# James Burke (zapaśnik)
James Edward „Jim” Burke (ur. 20 lutego 1936 w Denver, zm. 11 maja 2006) – amerykański zapaśnik walczący w stylu klasycznym. Olimpijczyk z Tokio 1964, gdzie zajął dwunaste miejsce w wadze lekkiej.
Brązowy medalista mistrzostw świata w 1962; odpadł w eliminacjach w 1965. Triumfator igrzysk panamerykańskich w 1963 roku.

## Letnie Igrzyska Olimpijskie 1964
| Konkurencja          | Rundy eliminacyjne         | Rundy eliminacyjne  | Rundy eliminacyjne      | Klas. końcowa |
| Konkurencja          | Przeciwnik I               | Przeciwnik II       | Przeciwnik III          | Miejsce       |
| -------------------- | -------------------------- | ------------------- | ----------------------- | ------------- |
| 70 kg styl klasyczny | Hosejn Ebrahimijan (IRI) Z | Iwan Iwanow (BGR) P | Valeriu Bularca (ROM) P | 12.           |